# Asia Cargo Airlines
Asia Cargo Airlines (ehemals Tri-MG Intra Asia Airlines) ist eine indonesische Frachtfluggesellschaft mit Sitz in Jakarta und Basis auf dem Flughafen Halim Perdanakusuma.

## Geschichte
Tri-MG Intra Asia Airlines wurde 1973 gegründet. Sie führt neben Frachtflügen auch Charterflüge durch und verleast ihre Flugzeuge an andere Fluggesellschaften.
Wegen Zweifeln an der indonesischen Flugaufsicht verhängte die Europäische Kommission zeitweise über alle Fluggesellschaften aus Indonesien ein Betriebsverbot in der Europäischen Union. Davon war auch Tri-MG Intra Asia Airlines betroffen.
Die Fluggesellschaft wurde im August 2022 in   Asia Cargo Airlines umbenannt.

## Flotte

### Aktuelle Flotte
Mit Stand Juli 2022 besteht die Flotte der Asia Cargo Airlines aus drei Frachtflugzeugen vom Typ Boeing 737-300 und zwei Boeing 737-300 mit Winglets, im Alter von 26,2 Jahren (Andere Quellen listen noch 2 Beechcraft Hawker 400XP und eine Beechcraft King Air).

### Ehemalige Flugzeugtypen

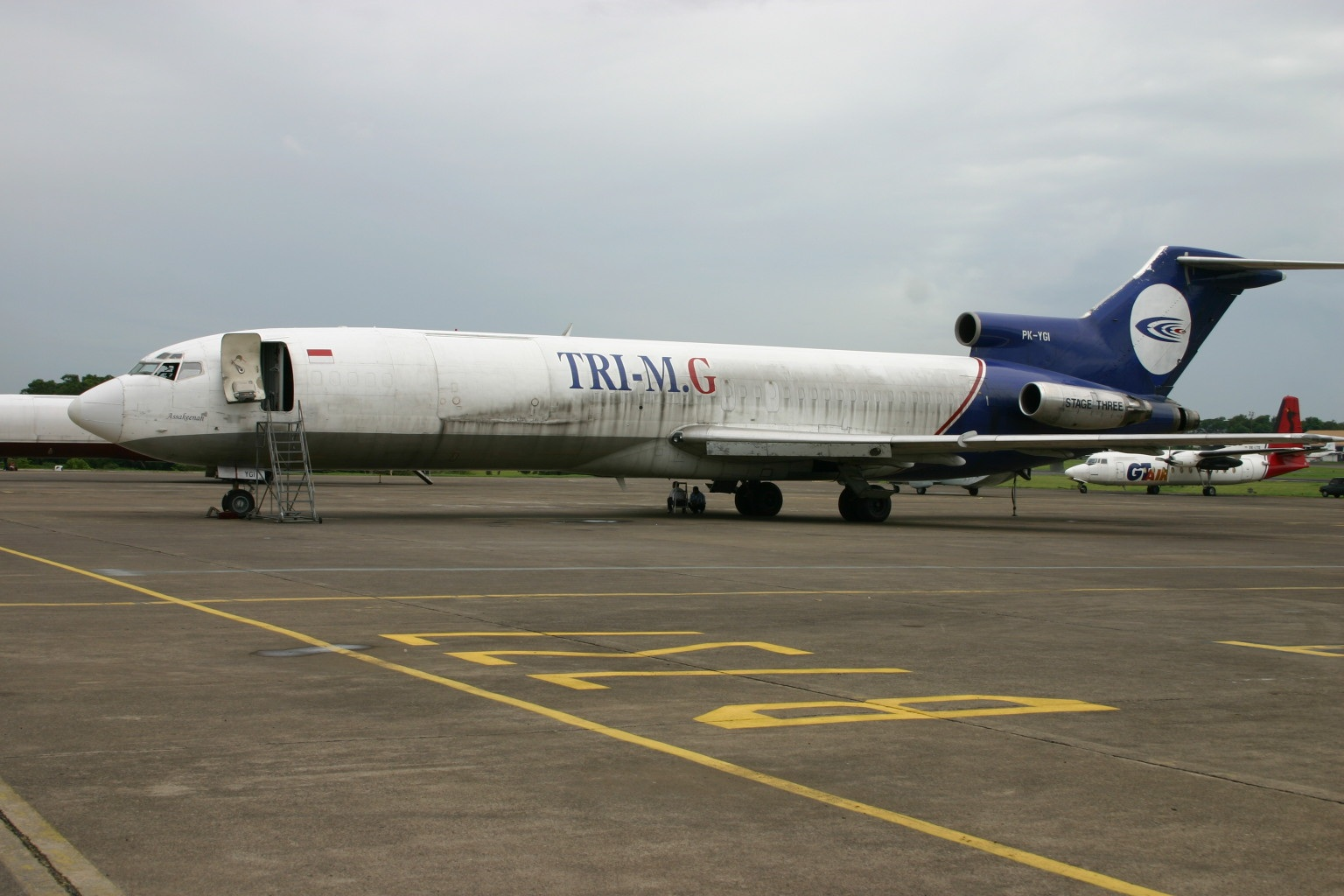
Eine Boeing 727 der Tri-MG Intra Asia Airlines

Darüber hinaus setzte die Tri-MG Intra Asia Airlines in der Vergangenheit noch folgende Flugzeugtypen ein:
- Boeing 727
- Antonow An-12
- Cessna 206
- Beechcraft Hawker 800XP

## Zwischenfälle
Tri-MG Intra Asia Airlines verzeichnete in ihrer Geschichte zwei Zwischenfälle, bei denen das Flugzeug abgeschrieben werden musste:
- Am 4. Januar 2005 kollidierte eine Boeing 737-200 (Luftfahrzeugkennzeichen PK-YGM) bei der Landung am Flughafen Flughafen Banda Aceh mit einem Wasserbüffel. Das Flugzeug war im Einsatz für die Hilfsmission nach dem Erdbeben im Indischen Ozean 2004.[6]

- Am 18. Juli 2017 kollabierte das Hauptfahrwerk einer Boeing 737-300 (Luftfahrzeugkennzeichen PK-YGG) nach einer heftigen Landung am Flughafen Wamena.[7]